# Альпійський горн
Альпійський горн, альпгорн (нім. Alphorn) — старовинний духовий музичний інструмент, що поширений в Альпах. Один з національних символів Швейцарії.

## Історія
Точне походження альпгорна залишається невизначеним. За однією гіпотезою, інструмент походить від етруського літууса. Літуус був схожим на альпгорн формою, але значно менший за розмірами. Літуус використовували як сигнальний інструмент у римлян, поширився по всій Римській імперії і, можливо, запозичений альпійськими горянами як сигнальний інструмент. Проте немає документальних свідчень на користь цієї теорії. За іншою версією, альпгорн привезений кочівними народами з Північної Азії під час Великого переселення народів. Подібні інструменти є на Кавказі та у Карпатах (трембіта).
Перша відома письмова згадка про альпгорн датується 1527 роком у записах облікової книги монастиря святого Урбана у Люцерні (Швейцарія). Монастир заплатив два батцена (розмінні монети) мандрівному музиканту з Вале за гру на альпгорні. 1555 року швейцарський дослідник Конрад Геснер зробив детальний опис інтрументу, який, щоправда, називав «lituum alpinum» (альпійський літуус).
Існує легенда про пастуха, який стояв на варті на високій скелі над фортецею Бельмонт. Він побачив ворожий загін і намагався попередити захисників фортеці. Пастух сурмив зі всіх сил та так, що звалився замертво, але в фортеці його почули: підняли міст і зачинили ворота.
Після 1800 року, коли виробництво сиру перемістилося з Альп в численні молочні ферми у долинах, альпгорн почали використовувати рідше. Після того, як звуки альпійського горну практично перестали бути чутні на традиційних фестивалях до кінця 1820-х роках, Ніклаус фон Мюллен, тодішній бургомістр Берна, почав активно відновлювати альпгорни і поширювати їх серед талановитих виконавців в Гріндельвальді. І хоча горн втратив свою колишню функцію засобу комунікації в горах, тепер його почали використовувати як музичний інструмент. Поступово він став туристичною визначною пам'яткою, а потім і національним символом Швейцарії.

## Опис
Традиційно виготовляється з двох половинок розрізаного вздовж і видовбаного стовбура молодої ялини, скріплених деревним корінням, ликом чи корою. Дерево має бути абсолютно прямим, без сучків, діаметром 7 см з одного і 3 см з іншого кінця. Альпійський горн має вигляд труби завдовжки 3-5 м, яка на кінці вигнута до розтруба. Розтруб вирізається окремо і приклеюється до верхньої частини. Раніше мундштук разом з трубою становив єдине ціле. На сучасних інструментах використовують вставні мундштуки. Відтворює натуральний звукоряд, в якому найкраще звучать 6-12-й обертони. Мелодії, які виконують на альпенгорні, близькі до йодлю.
Музичний діапазон, в якому можна грати на альпгорні, залежить від його довжини. У Швейцарії зазвичай використовують альпгорн 3,5 м завдовжки з діапазоном Fis / Ges (фа-дієз — соль-бемоль). Незважаючи на, або точніше — саме через свою просту будову альпгорн — вельми складний інструмент для гри. Причина цього полягає в тому, що всі інші духові музичні інструменти протягом часу зазнали серйозних трансформацій у бік зручності виконання музики (бічні звукові отвори, вентилі), в той час, як альпійський ріжок зберіг свою первинну форму. Зазвичай музиканти застосовують інструменти, створені з дерева, як духові, оскільки тональність видобутих звуків відповідає одним і тим же технікам видування. Однак, тільки не схожий ні на що звук альпгорна поєднує в собі багатство звуку мідного духового інструменту з м'якістю звуку дерев'яного духового.
У минулому саме довжина дерева визначала висоту основного звуку горна. Зараз спеціальні точні вимірювання проводяться для того, щоб досягти бажаної висоти тону, або для забезпечення гарної сполучуваності при грі кількох схоже налаштованих альпгорнів або одного горна та інших музичних інструментів. Відповідно до налаштувань тональної системи, інтервал октави для правильної гри розділяється на 12 півтонів. У випадку з альпгорном ця хроматична шкала може працювати, тільки починаючи з четвертої октави. Окремої згадки заслуговують три тональності, які не виявляються в стандартній лінійці. Так, наприклад, 7-а тональність — це сі, трохи вища звичайної, 11-а знаходиться між фа і фа-дієз (знамените альпгорнове фа), а 13-й трохи вище, ніж ля-бемоль.

## Використання
Традиційне використання альпійського горну пов'язане з побутом альпійських пастухів. Він служив для комунікації між пастухами. Його також використовували, щоб скликати корів з пасовища і переганяти їх у хлів для доїння.
У професійній музиці звучання альпійського горна використовують для підкреслення «альпійської» характерності (в опері «Вільгельм Телль» Дж. Россіні, фіналі 1-ї симфонії Й. Брамса).
Влітку у Швейцарії у Лейкербаді проводиться традиційний фестиваль-зустріч пастухів з Берна і Вале, в якому беруть участь понад 50 альпенгорн-музикантів.